# Horizonte (ort i Brasilien, Ceará, Horizonte)
Horizonte är en ort i Brasilien.   Den ligger i kommunen Horizonte och delstaten Ceará, i den östra delen av landet, 1 700 km nordost om huvudstaden Brasília. Horizonte ligger 75 meter över havet och antalet invånare är 51 171.
Terrängen runt Horizonte är platt. Runt Horizonte är det ganska tätbefolkat, med 239 invånare per kvadratkilometer.. Närmaste större samhälle är Pacatuba, 19,9 km nordväst om Horizonte. 
Omgivningarna runt Horizonte är huvudsakligen savann.